# Haplocochlias lucasensis
Haplocochlias lucasensis is een slakkensoort uit de familie van de Skeneidae. De wetenschappelijke naam van de soort is voor het eerst geldig gepubliceerd in 1934 door Strong.